# Blueberry Boat
Blueberry Boat – drugi album brooklyńskiego duetu The Fiery Furnaces, wydany 13 lipca 2004 roku.

## Odbiór i charakterystyka
Płyta otrzymała bardzo różne recenzje krytyków muzycznych ze względu na swoją nietypowość i eklektyczność. Poprzedni album, Gallowbird’s Bark z 2003 roku, łączył indie rock z popowymi i folkowymi melodiami w kilkuminutowe piosenki. Blueberry Boat składa się z długich (do 10 minut) kolaży dźwiękowych bez tradycyjnej struktury zwrotka-refren-zwrotka-mostek-refren. Kolejne elementy swobodnie w siebie przechodzą lub nachodzą, sprawiając psychodeliczne wrażenie ze względu na abstrakcyjne teksty. I tak na przykład główny utwór na płycie, Quay Cur, przechodzi płynnie poprzez elektroniczne plumkania, solówki gitarowe i spokojną kołysankę dla dzieci.
Płyta otrzymywała bardzo odległe oceny: od 9.6/10.0 od Pitchfork Media, który rekomendował ją jako album dla „przerośniętej części mózgu, która docenia kompleksowość” po 1/10 gwiazdek od NME. Otrzymała 70/100 punktów na stronie Metacritic i znalazła się na 145. miejscu listy 200 najlepszych albumów dekady według Pitchforka.

## Lista utworów
1. Quay Cur – 10:25
2. Straight Street – 5:00
3. Blueberry Boat – 9:09
4. Chris Michaels – 7:53
5. Paw Paw Tree – 4:39
6. My Dog Was Lost But Now He's Found – 3:29
7. Mason City – 8:14
8. Chief Inspector Blancheflower – 8:58
9. Spaniolated – 3:21
10. 1917 – 4:52
11. Birdie Brain – 3:05
12. Turning Round – 2:13
13. Wolf Notes – 4:51

## Personel
- The Fiery Furnaces – opakowanie
- Eleanor Friedberger – członek zespołu (wokal)
- Matthew Friedberger – Producent muzyczny, członek zespołu (instrumenty, wokal)
- Samara Lubelski – skrzypce, inżynier dźwięku, miksowanie
- David Muller – perkusja w utworach 3,4,7
- Emily Scholnick – okładka
- Nicolas Vernhes – inżynier dźwięku, miksowanie, edycja komputerowa, perkusja w utworach 2,4,13